# Saraghrar
O Monte Saraghrar é a quarta mais alta montanha do Hindu Kush depois do Tirich Mir, do Noshaq e do Istor-o-Nal.
O maciço do Saraghrar contém um enorme planalto à altitude aproximada de 7.000 m (22.966 ft), sobre granito e gelo. Os seus diversos cumes encontram-se por identificar rigorosamente, e a informação recolhida por expedições que visitaram a área é contraditória. 
Os cumes principais são: come NE (7.349m), cume NW (7.300m), cume SW (7.148m), cume S (7.307m) e cume SE (7.208m). Até à data (2005) todos já foram escalados, com excepção do cume NW.